# دوست بيغلو
دوست‌ بيغلو هي قرية في مقاطعة مشكين شهر، إيران. يقدر عدد سكانها بـ 681 نسمة بحسب إحصاء 2016.